# Варткес Баронијан
Баронијан Варткес (Београд, 23. април 1933 — Београд, 21. март 1993) био је композитор, уредник у Радио телевизији Београд и професор на Факултету драмских уметности у Београду.
Завршио је музичку школу Јосип Славенски у Београду, а 1963. године и одсек за композицију Факултета музичке уметности у Београду у класи професора Предрага Милошевића.
Написао је велики број дела попут Концерта за оркестар, Divertimento за флауту, кларинет, гудаче и удараљке, Гудачки квартет, Сонату, Варијације, Свите за клавир, Сонатину за саксофон и клавир, велики број соло песама. Бавио се писањем сценске и филмске музике. Композитор је у преко 70 филмских и телевизијских остварења, као што су Вуковаре, љубави моја (1993), Памћење земље (1991), Смрт госпође Министарке (1991) (ТВ), Јастук гроба мог (1990) (ТВ), Клуб 10 (1988) (ТВ), На путу за Катангу (1987), Бањица (1984)... Аутор је чувене књиге Музика као примењена уметност. О њему је 1995. снимљен документарни филм.